# Turtle Island (Band)

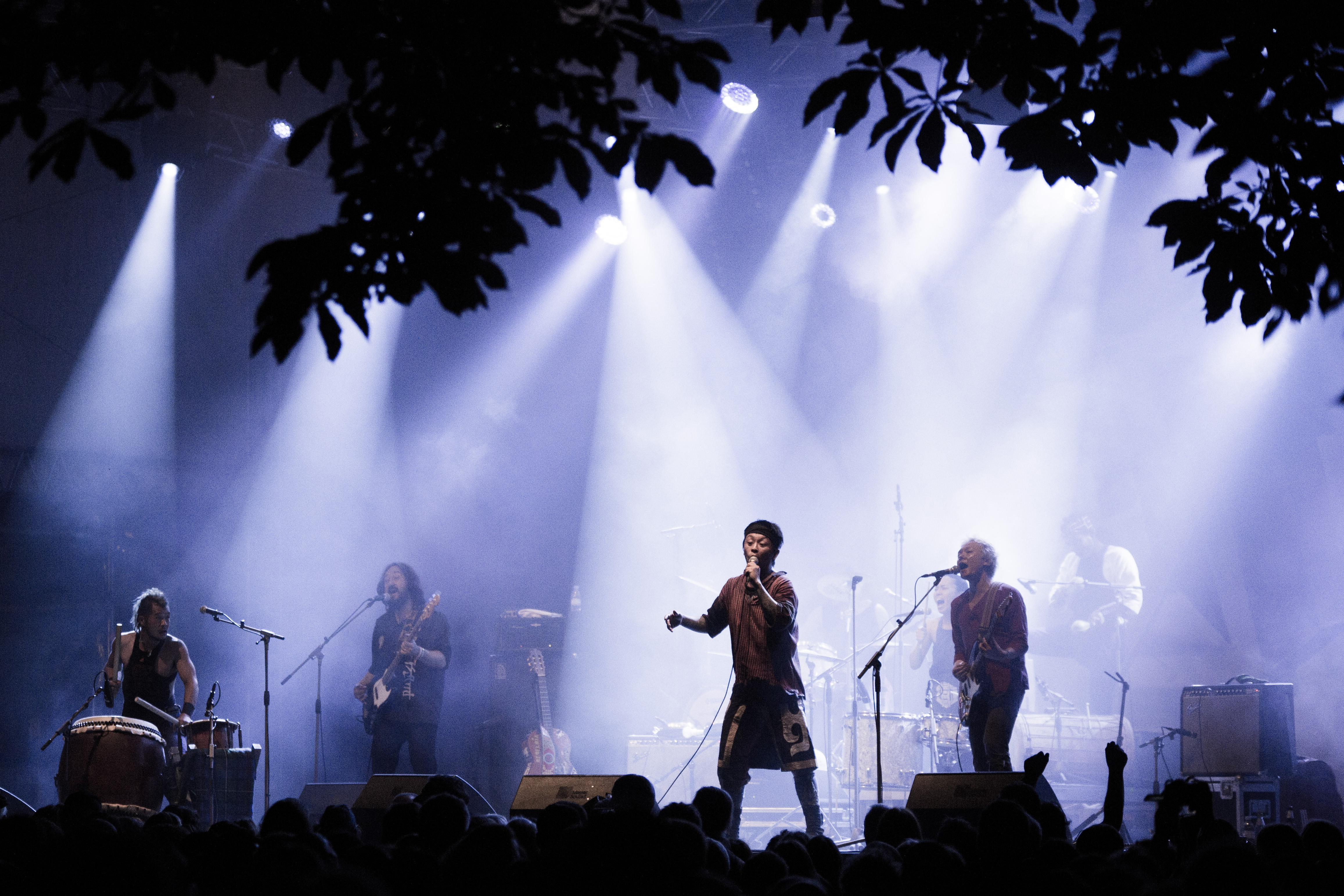
Turtle Island beim TFF Rudolstadt 2014

Turtle Island ist eine japanische Tribal-Punk-Rock-Band aus Toyota. Die Gruppe besteht aus zehn bis 14 Musikern, davon sind zwei weiblich.

## Stil
Turtle Island spielt einen Mix aus japanischem Tribal-Punk und traditioneller Ohayashi Matsuri (= jap. Karneval Festival) Musik versetzt mit Ska-, Rock-, Reggae- und Weltmusikelementen.

## Geschichte
Turtle Island ist eine Band aus der japanischen Autostadt Toyota, die einen Mix aus japanischem Tribal-Punk und traditioneller Ohayashi Matsuri (= jap. Karneval Festival) Musik versetzt mit Ska-, Rock-, Reggae- und Weltmusikelementen spielt. Auf der Bühne spielen Turtle Islands Musiker ein Sammelsurium an Instrumenten: Das reicht von der Grundausstattung Schlagzeug, Gitarre, Bass über Saxophon bis hin zu traditionellen japanischen / asiatischen Instrumenten wie Taiko (= japanische Trommel), Bambusflöte, Batokin oder Sitar.
Bis zum Jahr 2006 wuchs Turtle Island auf ihre heutige maximale Formation von bis zu 14 Musikern an. Darunter auch Taro the Tornado, der Drummer der japanischen Fast-Core Band „Nice View“. Die Musik der Band ist sehr tanzbar, genau wie seit langer Zeit schon bei den traditionellen japanischen und koreanischen Bon-Festen (Fest zur Errettung der Geister) – eine Anlehnung, die von Turtle Island ganz bewusst gewählt und gesucht wird: Denn dort liegen die Wurzeln ihrer Musik.
In den Liedtexten stellen Turtle Island die Frage nach dem Sinn und Unsinn unseres Daseins. In ihren Liedern beschäftigt sich die Band mit aktuellen Problemen und Fragestellungen, die uns alle angehen, wie zum Beispiel die Freiheit der Menschen, Täuschungen und Enttäuschungen.
Turtle Island hat bisher drei Alben veröffentlicht: Shinkai no mizu no youni (Wie das Wasser des Ozeans, 2002), das Livealbum Madara de Odore (Tanz auf dem Fleck, 2004) und Self Navigation CD & DVD (2007).